# Astana TV
Astana TV – kazachska stacja telewizyjna nadająca programy o tematyce rozrywkowej i informacyjnej w języku kazachskim oraz rosyjskim. Pierwsza emisja programu odbyła się 1 marca 1993 roku. Główna siedziba stacji mieści się w Astanie.